# Neobalanocarpus heimii
Espèce
Classification phylogénétique
Statut de conservation UICN

 EN  : En danger
Neobalanocarpus heimii  est un grand arbre sempervirent d'Asie du Sud-Est, appartenant à la famille des Diptérocarpacées.

## Nom vernaculaire
- Malais: Pokok Cengal

## Description

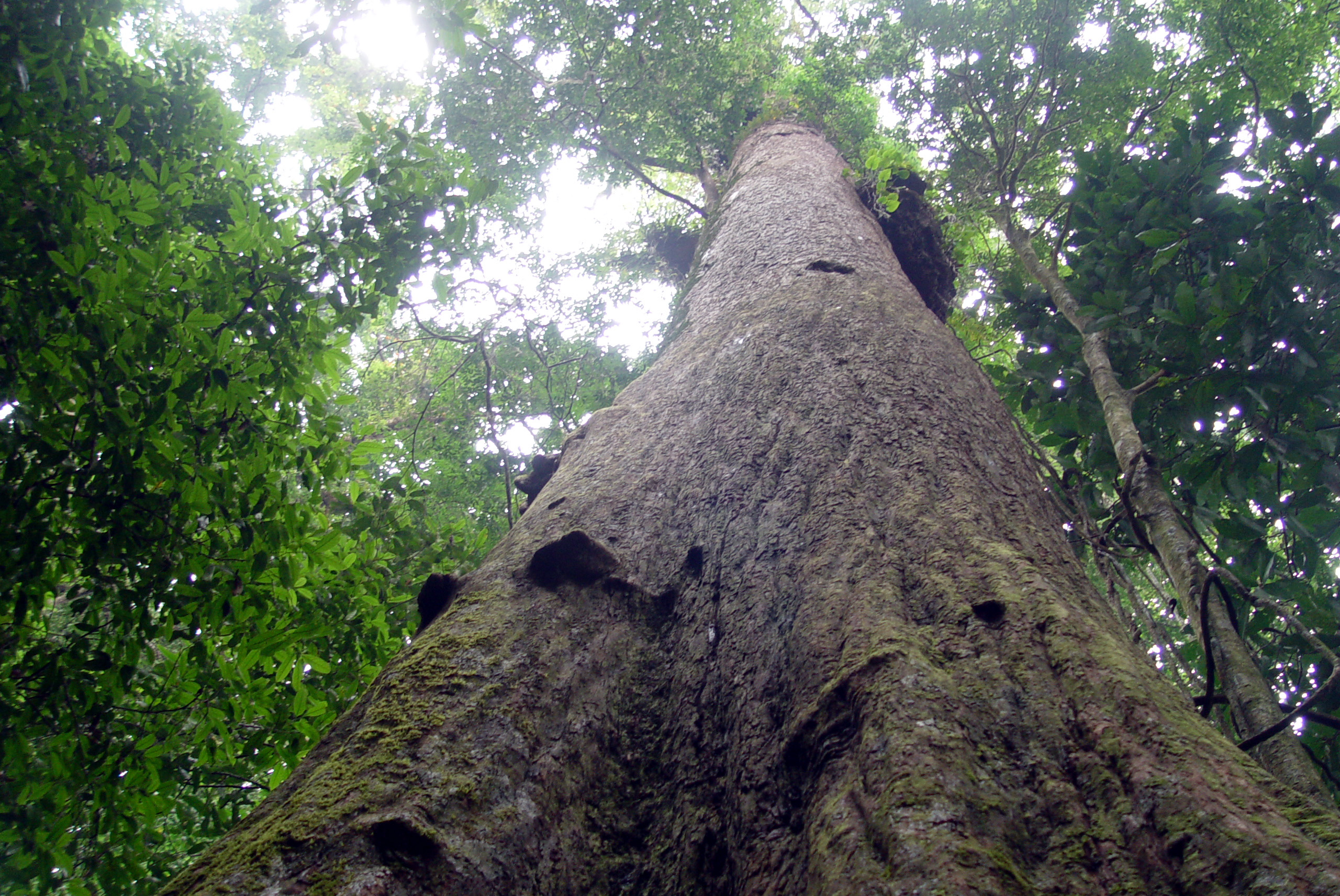
Arbre géant Neobalanocarpus heimii âgé de 1500 ans, péninsule malaise

C'est un arbre atteignant une hauteur de 65 mètres.

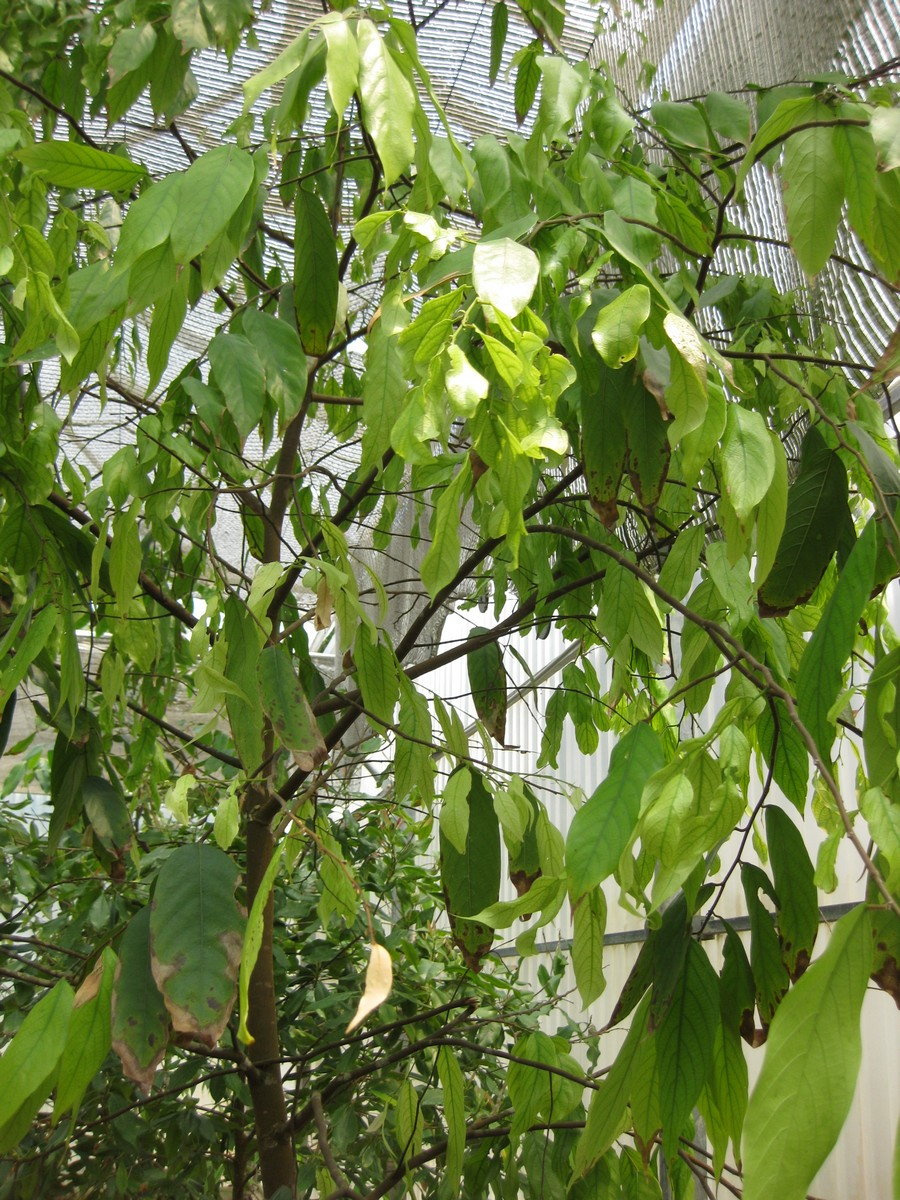
Neobalanocarpus heimii cultivé au Jardin botanique de la reine Sirikit, Thaïlande

## Répartition
Endémique à la Péninsule Malaise. Probablement disparu en Thaïlande et à Singapour.

## Préservation
Menacé par la déforestation.

Utilisation traditionnelle du bois de Neobalanocarpus heimii
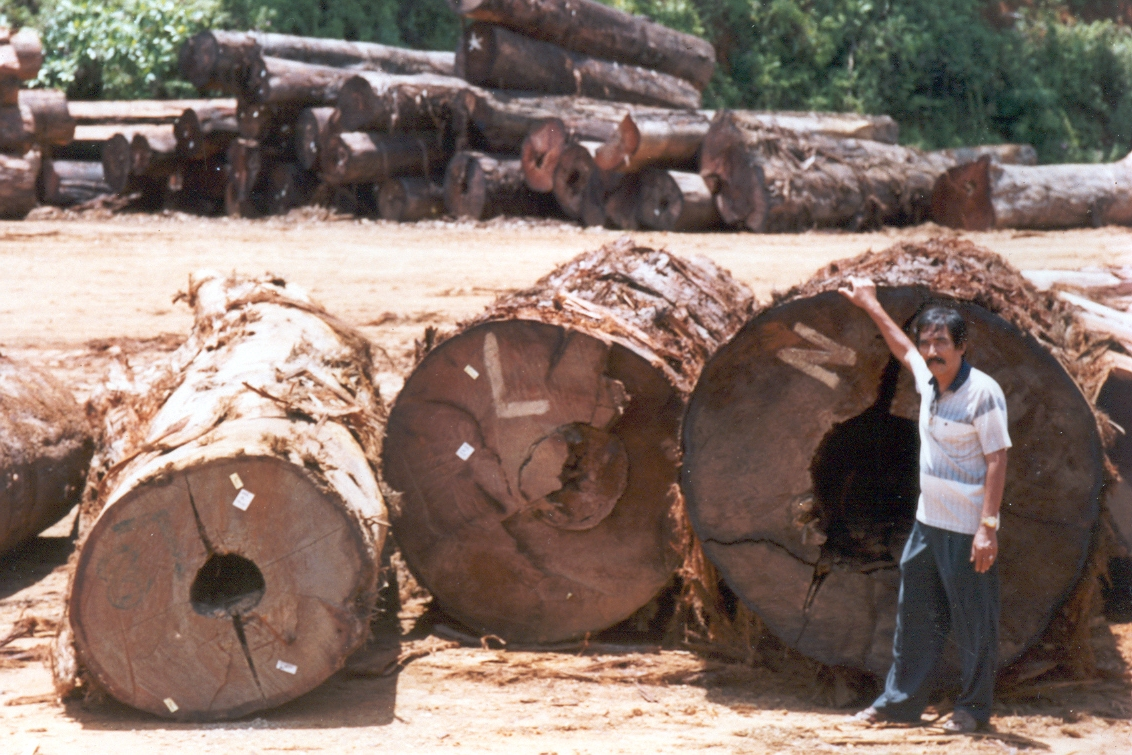
Troncs coupés et élagués
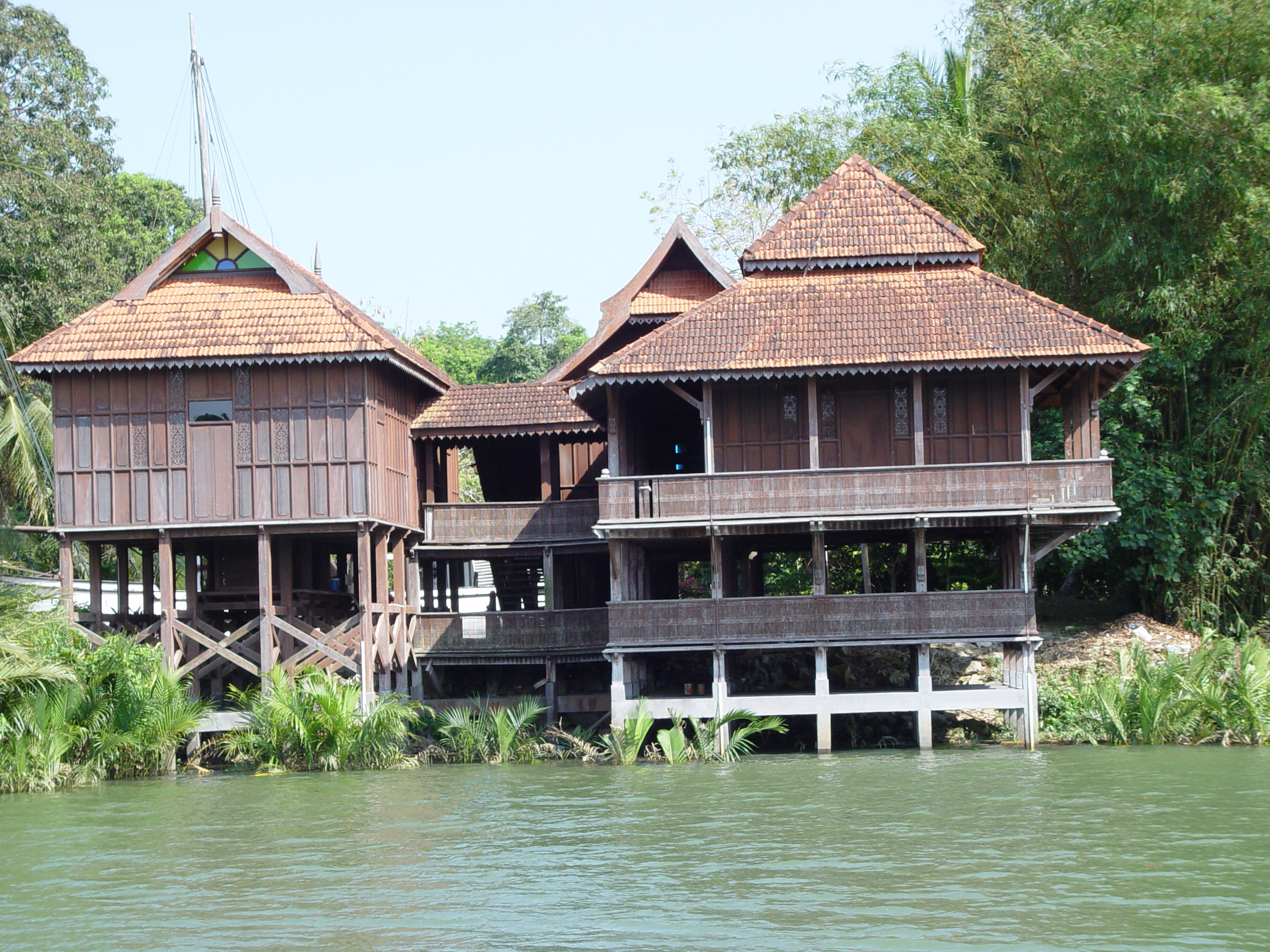
Construction de maisons
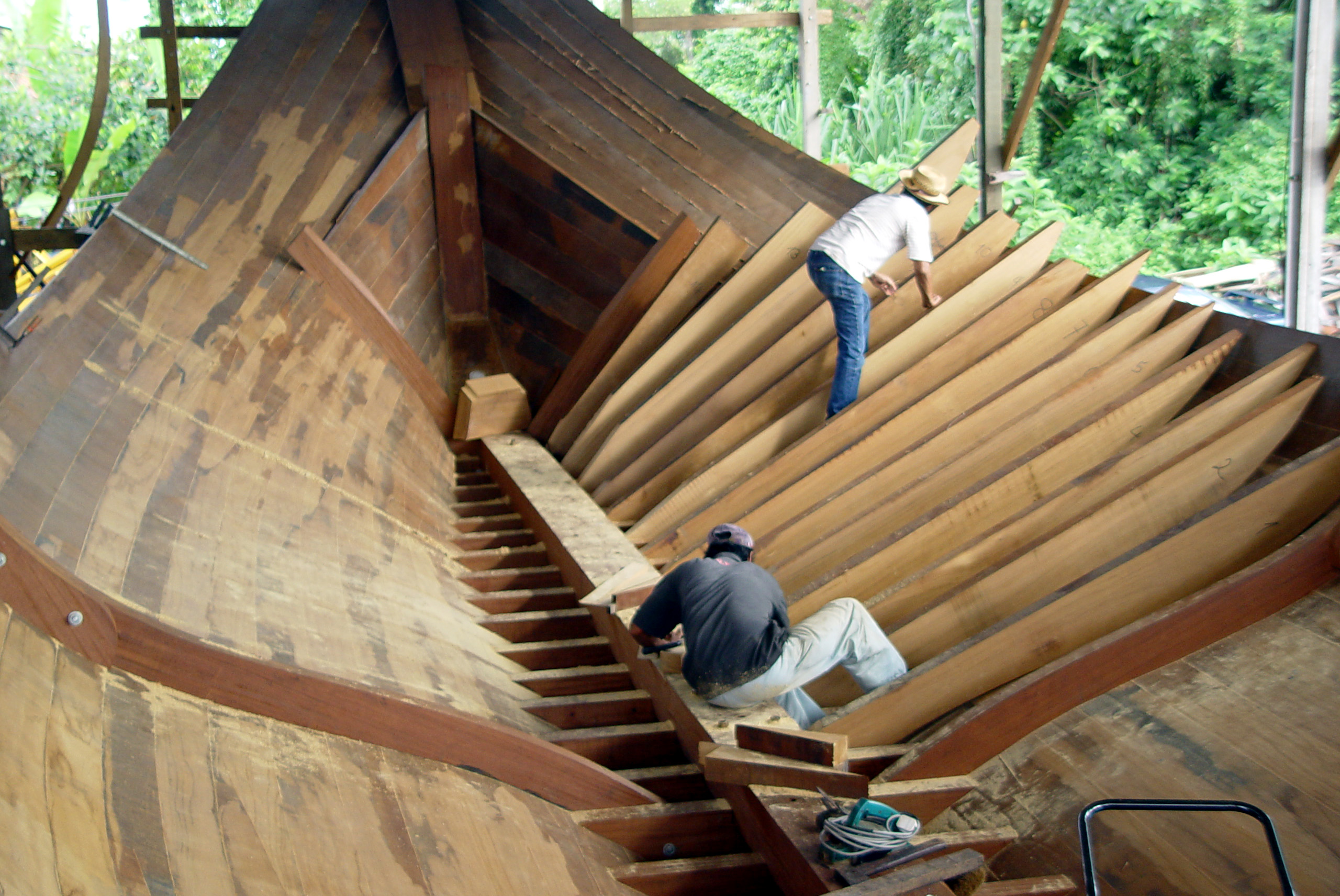
Bateau malais, île Duyong